# Niceforonia columbiana
Niceforonia columbiana is een kikker uit de familie Strabomantidae en werd voor het eerst wetenschappelijk beschreven door Werner in 1899. De soort komt endemisch voor in Monte Redondo, een gebied in het gebergte Cordillera Oriental gelegen in Colombia op een hoogte van 1000 tot 1300 meter boven het zeeniveau.